# Aurich
Aurich (frisisk: Auwerk, plattysk: Auerk) er en by og kommune i det nordvestlige Tyskland, beliggende under Landkreis Aurich i delstaten Niedersachsen. Byen er hovedsæde i landkreisen og har omkring 40.500 indbyggere[kilde mangler]. Den var tidligere residensby for de østfrisiske fyrster og sæde for Preussens og Kongeriget Hannovers forvaltning af Østfrisland. I perioden for Den Frisiske Frihed blev det frisiske ting årligt afholdt ved Upstalsboom uden for byen. Aurich bliver derfor anset som Østfrislands hovedstad.

## Geografi
Aurich er centralt beliggende i Østfrisland i et område, som tidligere var et udpræget moselandskab. Det centrale Aurich ligger på et så kaldt gestområde, 3-9 meter over havet. Omkring tre fjerdedele af kommunens areal udgøres af agerland, ligesom gest og mose præger byens omgivelser. En tiendedel af arealet består af skov, hvilket for Østfrisland er en ret høj andel. Ligesom i det øvrige Østfrisland er de med træer og buske bevoksede voldhække, typiske for de landlige områder omkring byens centrum.

## Auricherland
Staden Aurich ligger i det historiske frisiske landskab Auricherland. I tiden for den Den Frisiske Frihed var Auricherland et selvstændigt landskab i frisernes såkaldte Upstalsboomsforbund. Dette landskab grænsede i vest mod Brokmerland, i nord mod Norderland samt Harlingerland, i øst mod Östringen og i syd mod Uplengen samt Moormerland.

## Historie
Bebyggelsen Aurich omtales første gang i 1276 i en lovtekst som Aurechove. Lokaliteten opstod omkring Lambertuskirken, som grundlagdes af grev Moritz 1. af Oldenburg til minde om biskoppen Lambertus af Maastricht.
Under senmiddelalderen prægedes Aurichs historie af de vedvarende konflikter mellem Østfrislands forskellige høvdinge. Disse konflikter ophørte først omkring 1350, da familien Cirksena kom til magten. Denne familie skulle blive den regerende greve- og fyrstefamilie i Østfrisland. Frem til 1561 regerede familien i Emden, men som følge af uroligheder, flyttede familien sin residens til Aurich i 1561. De følgende århundreder var adelsslægten Cirksena ansvarlig for byens trivsel.
I 1744 døde den sidste fyrste af huset Cirksena, og Preussen tog uden modstand magten i Østfrisland. Aurich blev regeringshovedstad i den nye preussiske Kreds Ostfriesland. Under Napoleonskrigene blev Aurich besat af først hollandske og der efter franske tropper. Aurich var på denne tid sæde for den franske præfekt, som styrede Departement de l’Ems-Oriental, det vil sige Østlige Ems. Efter Wienerkongressen blev Østfrisland og Aurich en del af Kongeriget Hannover, men efter den preussisk-østrigske krig i 1866 blev området atter preussisk.
I 1866 blev Aurich garnisonsby. Byen fortsatte med at være en udpræget embedsmandsby. Ved valgene i 1932 og i 1933 kom Nationalsocialisterne til magten, og i 1938 gennemførtes i Aurich (som i resten af Tyskland) aktioner mod byens jødiske befolkning. Blandt andet ødelagdes byens synagoge under Krystalnatten. Under 2. verdenskrig beskadigedes byens bygninger i ret begrænset omfang.
Efter 2. verdenskrig voksede byens indbyggertal fra cirka 7.000 til omtrent 10.000 på grund af mange flygtninge. Byen har i dag cirka 40.000 indbyggere[kilde mangler].
I en kiste i Cirksenaslægtens mausoleum i Aurich findes resterne af den svenske prinsesse Gustav Vasas ældste datter Katarina (1539-1610); hun var gift grevinde af Østfrisland.

## Kultur
Det østfrisiske kulturparlament, Ostfriesische Landschaft, har sit sæde i Aurich. Et stort antal huse i Aurich er bygningsfredede, heriblandt Pingelhus, Lambertuskirken, Knodtsche Haus og slottet.

## Næringsliv og trafik
Aurich har som førnævnt længe været en embedsmandsby, men under de seneste år er også en del industri kommet til. Blandt andet er opført et vindkraftværk i Aurich (Enercon). Handel og turisme er vigtige dele af byens næringsliv.
Gennem byen går blandt andet Ems-Jade-kanalen samt hovedvejene B210 Emden-Wilhelmshaven og B72 Norddeich-Cloppenburg.

## Kendte personer
- Rudolf Eucken, modtog Nobelprisen i litteratur i 1908.
- Rudolf von Jhering, jurist og politolog.